# Critoniopsis sevillana
Espèce
Synonymes
- Vernonia sevillana Cuatrec.[1]

Statut de conservation UICN

 VU B1ab(iii) : Vulnérable
Critoniopsis sevillana est une espèce de plantes à fleurs de la famille des Asteraceae originaire d'Équateur.

## Publication originale
- Phytologia 46(7): 441. 1980.